# Marginal Prince
Marginal Prince (マージナルプリンス-月桂樹の王子達-?, Mājinaru Purinsu - Gekkeiju no Ōji-tachi) è una serie animata con temi shōnen'ai composta di 13 episodi andata in onda per la prima volta del 2006, con un 14º episodio extra conclusivo è stato trasmesso l'anno successivo: la trama si basa su un gioco di simulazione per cellulari prodotto nel 2005 a cura della NTT docomo a tematica gay.
Il genere della storia è una commedia romantica con sprazzi di musical.
È inedito in Italia.

## Game
Scopo del gioco è quello di riuscire a creare relazioni romantiche tra i personaggi facendoli conversare tra loro, ascoltar musica e facendogli cantare appropriate canzoni d'amore nelle varie situazioni che si vengono via via a creare. Il giocatore sceglie di fatto la direzione in cui vuol far dirigere la storia, scegliendo i personaggi che vuole, abbigliandoli come meglio desidera e facendoli accoppiare come preferisce. Il gioco offre finali multipli a seconda delle decisioni prese.

## Anime
Per poter interessar ad un pubblico più vasto, la versione animata ha ammorbidito alquanto gli elementi più marcatamente omosessuali del gioco; la trama è stata così almeno in parte modificata.
Ci troviamo in un'isola sperduta nel bel mezzo dell'Oceano Atlantico: qui, del tutto isolata dal resto del mondo, è stata edificata una prestigiosissima scuola privata d'arte maschile denominata "S. Alphonso Academy", destinata ai ragazzi più dotati intellettualmente, oltre che provenienti dalle famiglie più facoltose del pianeta. I ragazzi che vi studiano sono chiamati "Marginal Prince".
Gli studenti frequentano generalmente le lezioni nei laboratori dei loro professori, ognuno frequenta i corsi che più gl'interessano decidendo anche il proprio curriculum. Yuuta non avrebbe le qualifiche adatte per esser ammesso a quell'istituto che vanta una tradizione antica di ben 200 anni ma, nonostante questo riesce ad entrare lo stesso, ottenendo quindi la possibilità di studiare con cinque altri giovani uomini ricchi e famosi su quest'isola deserta.
Qui intraprende un'intensa relazione emotiva e sentimentale con Joshua; il tutto tra una lezione d'alchimia e l'altra in mezzo agli altri bei ragazzi-bishōnen della scuola.

### Personaggi
Yūta (ユウタ?)
16 anni, un ragazzo efebico con occhi e capelli castani, determinato a diventare "Marginal Prince", assieme ad altri adolescenti ricchi ed importanti andati a studiare in quella stessa isola segreta. Ha una sorella più grande che è rimasta sulla terraferma ma con cui rimane in contatto giornaliero tramite il videofonino che ha portato con sé.
Joshua Grant (ジョシュア・グラント?)
18 anni. Figlio unico, i genitori sono morti entrambi, è un raffinato gentiluomo dai capelli verdi e con gli occhi rossi come l'amata madre, una famosa cavallerizza e benefattrice. Di buon cuore e simpatico, sente subito una certa attrazione nei confronti di Yūta. È il rappresentante degli studenti del dormitorio Uttis e si rivelerà infine essere il principe ereditario di un'antica casata ducale; ha un cavallo chiamato August.
Sylvain Clark (シルヴァン・クラーク?)
19 anni, un otaku collezionista di immagini, fonda la sua intera esistenza sui manga, sugli anime e sui films che raccontano antiche storie di samurai. È alto, con i capelli lunghi color rosato, nonché il più acutamente effeminato in apparenza; porta gli orecchini ai lobi ed è rimasto subito conquistato dal coniglietto attaccato alla valigia di Yuta, tanto da farsi mandare dalla sorella di Yuta ciondoli e magliette raffiguranti vari personaggi di fantasia. Ha girato il mondo assieme al padre, un importante uomo d'affari, ma i paesi che l'hanno di più conquistato sono stati sicuramente l'Italia e il Giappone.
Henry-Hughes de Saint Germain (アンリ＝ユーグ＝ド＝サン・ジェルマン?)
17 anni. Figlio di un barone, è un ragazzo di carattere apparentemente molto distaccato, il classico 'bel tenebroso' della situazione. Determinato ed estremamente realista, si trova costantemente in contrasto con Alfred, col quale sembra avere un rapporto quasi d'amore-odio. Ha capelli azzurri che gli ricadono sulle spalle, è figlio unico e la madre è morta quando lui era ancora molto piccolo; molto appassionato di chimica e tarocchi, il nonno è stato colui che ha creato la leggenda dell'elisir di lunga vita e sembra dotato di poteri profetici.
Alfred Visconti (アルフレッド・ヴィスコンティ?)
17 anni, di nobili origini italiane, un tipo focoso e spontaneo soprannominato 'Red'. Ha i capelli castano-rossicci ed è già una celebrità essendo stato fin dall'età di 5 anni un attore-bambino di successo; il padre l'importante produttore cinematografico di Hollywood Johnny Visconti, mentre la madre è un'attrice affermata. Ha un fratello minore attore e 2 più grandi registi, anche il nonno paterno è stato un "Marginal Prince"; canta nella band "Dead Prince". Si dimostrerà essere nel prosieguo della vicenda estremamente affezionato a Yūta, ma non riuscirà mai a capacitarsi come facciano i giapponesi a mangiare il pesce crudo. Possiede una motocicletta soprannominata da Sylvain "Corvo Bianco".
Haruya Kobayashi (小林 春也?)
17 anni, ha gli occhi verdi e i capelli violacei, indossa un paio d'occhiali che gli danno un'aria decisamente intellettuale ed affascinante. È il più studioso, un autentico topo di biblioteca, ma anche il più asociale; ha il vezzo di dire sempre che tutto gli risulta essere estremamente fastidioso. Di origini giapponesi, suo padre è uno iemoto: si trova attualmente in contrasto col fratellastro Haroumi per il diritto alla successione familiare. Il nonno è stato un Marginal Prince assieme a quello di Alfred.
Enju Fadlan (エンジュ・ファドラーン?)
un ragazzo alquanto misterioso, alto e moro, sempre vestito impeccabilmente con la divisa della scuola; dà una mano a Yuta quando questi dovrà ritrovare il rubino scomparso. Ha perduto la sorellina in maniera tragica.
Shun Someya (染谷俊教授?)
giovane sensei maestro di piano.
Stanislav Nikolaevich Sokurov (スタニスラフ・ソクーロフ?)
giovane uomo alto e moro con gli occhiali, è il dottore della scuola. Si occupa di Mikail.
Mikhail Yurikovic Nevsky (ミハイル・リューリコヴィッチ・ネフスキー?)
giovane ragazzo biondo dall'aspetto androgino, un tipo gracile e timoroso che si scusa sempre con tutti. Ha una pelle delicata che non può sopportare troppo i raggi del sole.
Butler
un signore di mezza età coi baffetti grigi. È il maggiordomo, nonché cameriere tuttofare, che si occupa del dormitorio ove alloggiano i 'Marginal Prince'.
Sorella maggiore (Aneki) di Yuta
la si conosce solamente dalla voce, ogni qualvolta chiama al telefono il fratello.
Elvie
giovane biondo alto e magro, è il taxista dell'isola.
Marta
una signora formosa socievole e gentile che gestisce un negozietto di frutta e verdura nella cittadina dell'isola. Fa anche la cantante al "Live House", lo stesso locale della band "Dead Prince".
Carlos
figlio di Marta, è scappato dall'isola perché subiva violenza sessuale da un gruppo di delinquenti.
August
studente che ha uno strano rapporto con Henry.
Capitano
un uomo corpulento in divisa che spassa spesso al telefono con Sylvain

### Episodi
| Nº | Titolo italiano (traduzione letterale) Giapponese 「Kanji」 - Rōmaji | In onda          | In onda |
| Nº | Titolo italiano (traduzione letterale) Giapponese 「Kanji」 - Rōmaji | Giapponese       |         |
| 1  | La Scuola di Giada 「翠緑のエスクエラ」 - Sui midori no esukuera | 1º ottobre 2006  |         |
| 1  | Per un fortuito caso del destino il giovane Yuta, in contemplazione davanti ad un dipinto della galleria d'arte della sua città, viene avvicinato da uno strano signore che gli offre la possibilità di andar a studiare arte all'estero, in una celebre Accademia situata in un'isoletta sperduta nel bel mezzo dell'oceano. Il ragazzo accetta con slancio l'offerta, felice più che mai; appena sceso dal taxi davanti al portone dell'enorme tenuta si trova di fronte ad un bel giovane che è andato a prenderlo in groppa ad un cavallo bianco, Joshua. Di fronte al gigantesco dipinto raffigurante l'incoronazione di Re Alfonso situato all'ingresso, Yuta non può far a meno di notare la strabiliante somiglianza ch'esso ha col suo accompagnatore. Quella sera a cena Alfred aggredisce il povero Yuta accusandolo d'essersi illegittimamente impossessato del rubino rosso incastonato nel dipinto situato all'ingresso, ma Joshua difende il nuovo arrivato. Tornato nella sua stanza il ragazzo fatica a prender sonno e, accortosi che Joshua sta uscendo, si mette a seguirlo: questi prima sosta pensieroso davanti al dipinto e poi si dirige nel bosco sotto la pioggia. Il mattino dopo viene a sapere dal maggiordomo che la sua domanda d'ammissione è stata, purtroppo per lui, respinta. |                  |         |
| 2  | Il Gioiello prima dell'Alba 「暁のエーデルシュタイン」 - Akatsuki no euderushutain | 8 ottobre 2006   |         |
| 2  | Sia Yuta che gli altri credono che l'espulsione del ragazzo sia dovuta alla sparizione del gioiello; Joshua, che ha fatto richiesta all'amministrazione di sostituire il rubino con uno zaffiro, considera la questione come risolta. Ma Yuta non può andarsene lasciando che tutti continuino a sospettare di lui; decide pertanto di investigare privatamente sul caso: deve ritrovare a tutti i costi il gioiello prima d'andarsene. Intanto attraversando il bosco rimane abbastanza choccato quando incontra un giovane in camice che sembra intenzionato a fargli delle avances. Davanti al dipinto Yuta incappa in un ragazzo con l'uniforme scolastica del tutto somigliante a Joshua tranne che per il colore nero dei capelli e gli occhi verdi. Il ragazzo sconosciuto racconta a Yuta che a volte un pappagallo - che appartiene al ragazzo d'un altro dormitorio - a cui piace impossessarsi di vari oggetti luccicanti riesce ad introdursi fin lì, poi lo accompagna fino a dove il pennuto ha fatto il nido, in mezzo al bosco: Yuta ritrova così il rubino. Mentre Joshua sta per compiere la sostituzione del gioiello giunge di corsa Yuta, ma Alfred prima ancora d'ascoltarlo lo sbatte fuori dalla portone senza tanti complimenti; Sylvain però crede a quanto sta dicendo Yuta e convince subito anche gli altri. Tutto sembra davvero essersi risolto per il meglio e anche Alfred è costretto a scusarsi con Yuta. Davanti all'arco d'ingresso, mentre sta per giunger il taxi, Butler informa tutti che Yuta è stato riammesso. In realtà i documenti d'ammissione erano incompleti, per un errore di compilazione da parte della sorella, per questo Yuta era stato inizialmente respinto. Il mattino seguente, mentre Yuta sta dirigendosi in classe con un bel po' di libri tra le mani sente Alfred litigare a voce alta con qualcuno al telefono. |                  |         |
| 3  | L'illusione di Ipse 「幻像のイプセ」 - Maboroshi zō no ipuse | 15 ottobre 2006  |         |
| 3  | Yuta mostra d'esser un fan accanito di Alfred, ma ciò non pare far molto piacere al "Marginal Prince" il quale, per sbollire l'irritazione, salta in sella alla sua motocicletta e va in città dove incontra il vecchio prozio il quale gli racconta che nascosto da qualche parte dovrebbe esistere ancora la pellicola che il nonno di Alfred aveva girato sulla vita di Re Alfonso; poi si dirige dove assieme ad Haruya e Sylvain stanno facendo le prove per creare un band musicale chiamata i "Dead Prince". Al tavolino di un bar Yuta racconta a Joshua che ha iniziato a frequentare le lezioni di storia dell'arte e disegno tecnico, poi Sylvain propone a Yuta di imparare assieme il latino e gli fa sapere della band che già qualche volta ha avuto l'occasione di esibirsi al locale chiamato "Life House". Nel frattempo le telefonate tra Afred e il padre che vuole convincerlo a tornare sul set proseguono e la rabbia del giovane non viene certo attutita dal fatto che Yuta vada a chiedergli un autografo per la sorella maggiore. Dopo uno scontro con Henry-Hughes, che si prende un pugno in faccia, Alfred va a gettare nella spazzatura i vecchi copioni dei film che ha girato conservati nella sua stanza: alle mura, ruderi d'antichi castelli che s'affacciano al porto a occidente dell'isola, Yuta - che ha raccolto i copioni che Red aveva gettato -con la sua freschezza e giovialità riesce dopo molte insistenze a convincere finalmente Alfred a riprendere la recitazione che voleva abbandonare per sempre. Anche le prove con la band migliorano decisamente e Red canta con grinta rinnovata, e Sylvain alla batteria e Haruya alla chitarra elettrica ne rimangono positivamente sorpresi. |                  |         |
| 4  | Il Preludio del Sole 「陽光のフォアシュピール」 - Yōkō no foashupiiru | 22 ottobre 2006  |         |
| 4  | Yuta vede Sylvain e Haruya che in giardino si affrontano con due spade di legno, come lottatori di kendō; credendo sia un litigio interviene e rimane ferito. Condotto prontamente in infermeria, si risveglia mezzo svestito davanti a Stanislav e, uscendo, si scontra con un bellissimo ragazzo alquanto basso di statura con le chiome fluenti e gli occhi piangenti. Viene poi a sapere che in realtà i due amici stavano recitando la scena di un combattimento tra samurai. Sylvain viene improvvisamente chiamato al telefono da un uomo che risulta essere un militare. Yuta, che nota Sylvain scavalcare il muro di cinta della scuola per uscire di nascosto, lo segue: assieme si fanno dare un passaggio in furgone da Marta la quale racconta loro che oggi è particolarmente felice in quanto sta per tornare a casa dopo molto tempo suo figlio. Dopo averla aiutata a scaricare le cassette di ortaggi i due 'Marginal Prince' fanno un giro per le viuzze della città e a Yuta capita d'intravedere il misterioso ragazzo che l'aveva aiutato a ritrovare il rubino scomparso. Tutto ad un tratto sentono delle grida provenire dalla direzione in cui si trova il negozio di Marta; un gruppo di bulli si è difatti presentato davanti alla donna: hanno un conto in sospeso con suo figlio e, in attesa che si presenti, iniziano a sfasciare tutto. Yuta vorrebbe slanciarsi in soccorso ma Sylvain lo trattiene preferendo che se ne occupi la polizia; ma quando vede che anche Carlos comincia ad esser preso a bastonate al suo arrivo il giovane si scuote improvvisamente e, afferrato un bastone di ferro, mette al tappeto uno dopo l'altro tutti i teppisti. Dopo aver ricevuto i doverosi complimenti da parte di Yuta si fanno riportare entrambi alla scuola col taxi di Elvie. |                  |         |
| 5  | I ricordi più puri 「純白のメモリア」 - Junpaku no memoria | 29 ottobre 2006  |         |
| 5  | Haruya ha vinto la gara cittadina annuale di maggior ingurgitatore di cibo, con somma stupefazione di Yuta. Il ragazzo poi, appena saputo che il nonno dell'amico è stato fondatore di una tradizione di danza giapponese, prova lui stesso a ballare con un ventaglio una specie di rituale Obon. Alfred in seguito chiede ad Haruya di tradurgli il biglietto consegnatogli dall'anziano zio e che dovrebbe indicar il luogo ove si trova nascosta la pizza cinematografica (rullo (cinema)) del film dedicato a re Alfonso: si tratta invece del testo di un'antica poesia dedicata alla fioritura del susino nei giardini. Assieme a Yuta iniziano allora una perlustrazione al giardino botanico abbigliati da esploratori: all'interno della serra, proprio ai piedi dell'albero di susino, trovano seppellita una bottiglia con un foglio al suo interno che li dirige verso l'antico osservatorio astronomico posto in cima ala collina (del tutto identico a Stonehenge), e qui incontrano prima Mikhael e poi Henry. Continuando a collezionare bottiglie sepolte con indicazioni al loro interno i tre superano tutta una serie d'ostacoli, tra cui un labirinto, campi di girasole, serpenti, trappole, burroni e infine una palude. Nel frattempo Sylvain sgattaiola in sala computer e si mette a cercar tra le biografie degli studenti, poi chiede in prestito la moto di Alfred e corre in città. L'ultimo indizio ha infine condotto i tre al punto di partenza, il salone del dormitorio; qui, all'interno dell'orologio a muro trovano un prezioso ventaglio con su scritte le parole del nonno di Haruya. Mentre finalmente il giovane può danzare per tutti gli amici con l'antico ventaglio, Henry si accinge a partire all'aeroporto. |                  |         |
| 6  | Un glorioso anniversario 「閃光のアニヴェルセール」 - Senkō no aniveruseuru | 5 novembre 2006  |         |
| 6  | Mentre Yuta e Joshua si stanno dirigendo alla rappresentazione musicale indetta dal locale in cui suona la band di Red, Henry prepara la valigia e parte per l'Italia. Quella sera sentono casualmente al telegiornale che è appena scoppiata una sommossa di mafia proprio nel luogo in cui si è diretto il compagno; lo stesso albergo in cui risiede ha subito un attentato e la zona circostante è ora bloccata da polizia ed esercito. Si capisce subito che Alfred sente la mancanza del suo alter ego, il loro continuo bisticciare seguiva difatti un copione ben prestabilito - quasi recitassero una parte - ed ora la sua assenza ha creato come un vuoto: Joshua spiega che se Henry odiasse davvero Alfred semplicemente lo ignorerebbe, il che non è. Quando un video trasmesso al momento dell'esplosione sembra però inquadrare proprio Henry iniziano sul serio a preoccuparsi: i cinque amici si addormentano in attesa di novità sui divani del grande salone. Il mattino seguente il telegiornale avvisa che la sommossa è stata sedata, ma a seguito d'un ritardo del volo di ritorno e dell'irraggiungibilità del telefonino dell'amico Yuta torna a temere il peggio; finalmente al sopraggiungere di Henry gli animi si placano ma qui, proprio a causa della dimostrazione d'attaccamento dimostrata da Yuta, i due hanno un litigio. Il giorno seguente, compleanno di Henry, grazie ad un commento di Joshua, Yuta capisce che in realtà Henry tenga apposta a distanza gli altri, quasi per preservarli da qualche pericolo e corre a donargli un pupazzetto portafortuna fatto dalla sorella. Nonostante l'imperterrita freddezza dimostratagli, Yuta nota che Henry ha attaccato il pupazzetto al polsino. |                  |         |
| 7  | Lo scherzo del vento fresco 「海風のトライフルス」 - Umikaze no toraifurusu | 12 novembre 2006 |         |
| 7  | Yuta ha perduto il videofonino e Enju corre in bicicletta a riportarglielo. I Marginal Prince hanno deciso di passare una giornata di relax alla spiaggia privata della scuola: Alfred scherza con Yuta, Haruya si esercita nei tuffi, Sylvain sta in cucina, Joshua beve caffè freddo e Henry legge un libro seduto in disparte. Tutti mangiano pesce crudo in salsa di soia, per Alfred incomprensibile tradizione giapponese. Sulla battigia si trova anche il piccolo Mikhail, sta costruendo a ripetizione castelli di sabbia che vengono quasi subito distrutti dalla marea. Enju consegna il telefono a Yuta che, non fa in tempo ad invitarlo ad unirsi agli altri per una partita di volley, che già se n'è andato. A turno giocano a rompere l'anguria fino a che Sylvain finge di comportarsi più stranamente del solito a causa dello yo-yo da collezione appena acquistato. Continuano per tutto il giorno i giochi fino a che, stremati, al tramonto s'addormentano sullo sdraio, dopo essersi fatti una foto tutti assieme ed averla poi lanciata in mare dentro una bottiglia. Anche Mikhail, dopo aver passato l'intera giornata in solitudine a costruir castelli per vederseli subito dopo distruggere dall'acqua viene riportato indietro dal dottor Sokurov. |                  |         |
| 8  | Un Labirinto significativo 「深遠のメイズ」 - Shin'en no meizu | 19 novembre 2006 |         |
| 8  | Mikhael raccoglie nel bosco un passero ferito e, accompagnato fa Yuta, prima lo portano dal dottor Sokurov e poi da Joshua il quale riesce a curarlo fasciandogli la zampetta. Poco dopo giunge un rappresentante del piccolo regno europeo di Loreto, è venuto a prendere Joshua, che si scopre così essere il legittimo principe successore, in quanto suo zio il re Cardis sembra gravemente ammalato. Yuta capisce pertanto esservi la fondata possibilità che l'amico si trovi costretto ad abbandonare la scuola. Mentre Joshua sembra sempre più accettare il fatto di dover andarsene per assumersi nuove e molto più gravose responsabilità gli altri 'Marginal Prince' provano in tutti i modi a convincerlo a desistere per fargli invece scegliere di fare quel che più sente all'interno del suo cuore; anche la sorella di Yuta s'accorge del tormento interiore di Joshua e prova a parlarci assieme. Per fortuna poco dopo le condizioni del re di Loreto sembrano migliorare alquanto, tanto che non si rende più necessario il trasferimento del principe ereditario. Alla fine anche l'uccellino ferito guarisce, viene così tolto dalla gabbia e lasciato volare libero nel bosco. |                  |         |
| 9  | Un tempestoso straniero 「嵐のエトランゼ」 - Arashi no etoranze | 26 novembre 2006 |         |
| 9  | Si sta avvicinando un tifone all'isola e Alfred ne approfitta per intimorire Yuta con una storia di fantasmi che appaiono proprio durante le tempeste e vagano per la scuola. Appena terminate le lezioni Yuta incontra Mikhael in una stanza ove si trova un pianoforte sempre chiuso; nel frattempo Alfred convince Haruya ad aiutarlo a far un bello scherzo a Yuta, con tanto di porte che si aprono da sole ed apparizione di spiriti, e dallo spavento ricevuto il ragazzo sviene. Mentre si apprestano poi a tornare ai dormitori scorgono dalla finestra una strana figura che sembra aggirarsi furtivamente sul tetto: è un uomo appena giunto in taxi il quale, recuperata una chiave ben nascosta sotto una pietra del pavimento del tetto entra nella sala del pianoforte. Comincia a piovere, Sokurov intanto riceve una visita di cortesia da parte di Elvie in infermeria. I "Marginal Prince" si dirigono a controllare la stanza in cui sta suonando il pianoforte; Sylvain con una forcina per capelli riesce ad aprirla ma non trovano nessuno, l'uomo misterioso è riuscito a nascondersi in tempo. Il mattino seguente Butler riceve la visita dell'individuo senza nome, è Someya, ex-studente dell'Accademia ed ora divenuto un importante pianista: è tornato dopo 18 anni in ricordo del suo fidanzato di allora. |                  |         |
| 10 | La tristezza del distacco 「孤高のトリスティティア」 - Kokō no torisuteiteia | 3 dicembre 2006  |         |
| 10 | Elvie consegna una lettera con sigillo a Sokurov mentre Yuta riceve dalla sorella un pacco con all'interno un dono di ringraziamento da dare ad Enju per avergli riportato il telefonino; sembra anche che Sylvain origli i discorsi di Alfred e Joshua. Yuta trova Enju sopra il ramo d'un albero, dove s'è arrampicato per star tranquillo. Si sta intanto preparando il festival culturale per la festività di S. Alfonso e a Yuta è assegnata la parte di "Nightingale", cioè travestirsi da usignolo; intanto Enju è stato invitato assieme agli altri per la merenda, così tutti possono assaggiar i biscottini inviati direttamente dal Giappone dalla sorella di Yuta. Sylvain sta parlando al telefono col misterioso militare che gli ha assegnato il compito di spiare la privacy degli studenti; se rifiutasse di sottostare al ricatto il ragazzo non potrebbe più rivedere i suoi genitori. Più tardi Enju riceve un messaggio tramite un piccione viaggiatore e, mentre si trova ad attraversare il boschetto salva Mikhail da un serpente sbucato fuori improvvisamente dall'erba; lo pugnala ma non riesce ad evitare d'essere morso. Infine, all'interno della chiesa cattolica, davanti ad una vetrata raffigurante re Alfonso, Joshua ed Enju hanno un lungo solitario colloquio. |                  |         |
| 11 | La scoperta appassionata 「情熱のトロヴァーレ」 - Jōnetsu no torovaare | 10 dicembre 2006 |         |
| 11 | Anche se un po' delusi per il fatto che la sorella di Yuta non potrà assistere di persona al 27º festival scolastico di fine anno dell'Accademia, i "Marginal Prince" s'apprestano a dividersi i ruoli per la sfilata in costume: Sylvain e Haruya saranno i fratelli samurai Miyamoto Musashi e Lone Wolf, Red farà il personaggio d'un pirata, ad Henry va bene tutto tranne che interpretar la parte della solita principessa a lui affibbiata ogni anno. Sokurov sorprende Sylvain a leggere in sala computer le schede degli studenti: informato dal capitano della sua missione, si offre di aiutarlo lavorando con lui per procurargli informazioni. Qualcuno sta tentando di assassinare degli studenti della scuola, ciò accadrà durante la festa. Red, capitato in un magazzino non più utilizzato da anni e pieno di vecchi costumi di scena scopre nientemeno che la bobina del film su re Alfonso prodotta dal nonno Vittorio quand'era lui stesso studente; entusiasta propone agli amici una recita teatrale sulla vita del re, ha già in mente il copione da scrivere e ad Henry è subito assegnata la parte di uno dei Borgia, esperto di erbe e fabbricatore di veleni. Poco dopo iniziano le prove all'interno del 'Gran Teatro' dell'isola e Red, senza quasi rendersene conto, diventa immediatamente un regista severissimo ed ha presto uno scontro sia con Joshua che con Yuta. L'atmosfera sembra irrimediabilmente pregiudicata dai contrasti sorti, con Red che accusa gli altri di non impegnarsi abbastanza a fondo; casualmente però trova una foto dell'epoca appiccicata all'interno della bobina del film, un ritratto del nonno con gli amici che hanno partecipato alla realizzazione della pellicola, tutti felici e sorridenti. Compreso il proprio errore, Red cerca di ricucir il rapporto di fiducia ed affiatamento perduto con i compagni e, dopo essersi scusato, fa riprendere le prove. Quella sera Sylvain scorge un intruso all'ingresso del dormitorio: questi, dopo averlo ferito, riesce a fuggire: Henry consulta i tarocchi e il responso non è positivo, ma cupo e oscuro. Ed ecco che finalmente il grande giorno è giunto, la villa degli ospiti è piena e anche una vera presenza regale s'appresta a partecipare. |                  |         |
| 12 | L'inizio del Festival 「祝祭のエンペサール」 - Shukusai no enpesaaru | 17 dicembre 2006 |         |
| 12 | La sfilata mascherata sui carri ha inizio, Haruya attende il fratellastro a cui ha mandato l'invito a partecipare mentre Sylvain sta in guardia preoccupato per quel che potrebbe accadere se vi fosse un attentato proprio in quel frangente in mezzo alla folla: affronta Enju in un vicolo che stava cercando di pugnalare Joshua. Sulla spiaggia Elvie e Sokurov mandano KO un intero gruppo di strani personaggi armati. Yuta scorge Enju e lo invita al pranzo di gala successivo alla parata. Joshua ha nel frattempo ricevuto una lettera in cui lo si informa che re Cardiss ha intenzione di nominarlo suo erede ufficiale; ne rimane turbato ed impaurito. Dietro le quinte tutti attendono trepidanti e l'emozione cresce ancor più quando notano l'arrivo del re di Loreto; alla rappresentazione partecipa anche Mikhail come giovane fanciulla. Yuta si trova casualmente ad ascoltare una conversazione tra Elvie e Sokurov riguardante un omicidio da compiere; Enju, appostato in uno dei palchetti laterali, prepara un fucile al alta precisione e prende la mira verso Joshua. |                  |         |
| 13 | L'applauso travolgente 「絢爛のアプロース」 - Kenran no apurōsu | 24 dicembre 2006 |         |
| 14 | 「TOKYOメリーゴーランド」 - TOKYO meriigōrando | 19 luglio 2007   |         |

## Colonna sonora
- Tema d'apertura: "Hanashitaku wa nai" di Flame
- Sigla finale: "LOOK UP DAYS" di Michihiro Kuroda
- Le canzoni interne all'anime e poi raccolte in CD sono state cantate da Shun Someya, Ryōtarō Okiayu e Hisayoshi Suganuma.